# Henri Texier

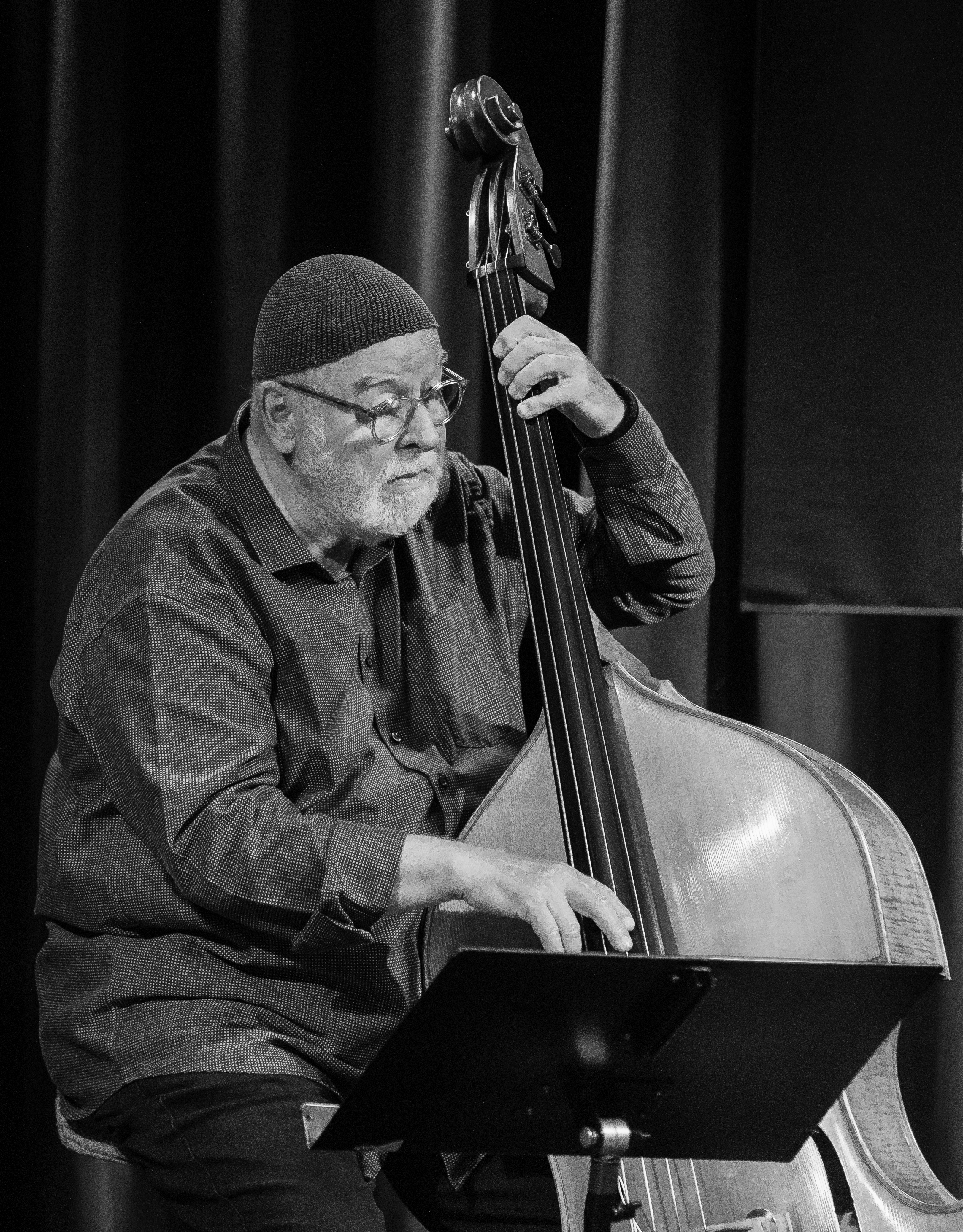
Henri Texier, 2023

Henri Texier, född 27 januari 1945 i Paris, är en fransk jazzbasist, kanske mest känd för sitt arbete under 1960-talet med Don Cherry och sitt arbete under 1980-talet med "Transatlantik Quartet", där även Joe Lovano, Steve Swallow och Aldo Romano spelade. Han har också arbetat med flera andra amerikanska musiker på jazzklubbar i Paris, inklusive Johnny Griffin, Phil Woods, Bill Coleman och Bud Powell. 
Texier är självlärd jazzbasist[källa behövs] och brukar ange Wilbur Ware som största influens[källa behövs]. Under hela 1970-talet var Texier aktiv i europeiska jazzscenen och framträdde med musiker som Gordon Beck, John Abercrombie och Didier Lockwood, med flera. 